# Trương Văn Hổ (nhà Nguyên)
Trương Văn Hổ (giản thể: 张文虎; phồn thể: 張文虎; bính âm: Zhāng Wénhǔ; ?-?) là một tướng người Hán của nhà Nguyên. Ông từng cầm đầu nhóm cướp biển hoạt động tại vùng Phúc Kiến và Quảng Đông. Sau đó, ông đầu hàng nhà Nguyên, được phong tước Vạn hộ, trở thành tướng thủy binh.
Trong kế hoạch tấn công Đại Việt lần thứ 3, vua Nguyên Hốt Tất Liệt trù tính dùng đoàn thuyền tải lương nhằm giải quyết nhược điểm chí mạng về lương ăn của lực lượng viễn chinh. Đầu năm 1288, Trương Văn Hổ, bấy giờ đang giữ tước Vạn hộ, được Hốt Tất Liệt phong làm Hải đạo vận lương, sai chỉ huy đạo thuyền lương theo Ô Mã Nhi đánh Đại Việt. Bên cạnh đó, còn có thêm 2 đoàn thuyền lương của Phí Củng Thìn và Từ Khánh tiếp vận theo sau.
Theo kế hoạch, lực lượng thủy quân chủ lực của Ô Mã Nhi có trách nhiệm bảo vệ đoàn thuyền lương của Trương Văn Hổ đi sau tiến vào Đại Việt. Tuy nhiên, sau trận Lãng Sơn, Ô Mã Nhi thừa thắng kéo quân đi trước, không nghĩ gì đến thuyền lương ở sau. Khi vào đến cửa Lục Vân Đồn, đoàn thuyền lương của Trương Văn Hổ bị quân của Trần Khánh Dư mai phục bị đánh tan. Trương Văn Hổ cùng tàn quân rút chạy về Quỳnh Châu.
Nguyên sử chép:
Thuyền lương Trương Văn Hổ từ tháng 12 [âm lịch] năm ngoái đến Đồn Sơn, gặp thuyền Giao Chỉ 30 chiếc, Văn Hổ đánh chúng, hai bên giết được tương đương. Đến Lục Thủy Dương, thuyền giặc thêm nhiều, nhắm không thể chống lại, thuyền lại nặng không thể đi, nên gạo đều chìm xuống biển, đến Quỳnh Châu.
An Nam chí lược chép:
Trương Văn Hổ trước gặp địch ở cửa An Bang, lương bị hãm, đi một chiếc thuyền to chạy về Khâm Châu.
Đại Việt sử ký toàn thư chép về trận này như sau:
Khánh Dư liệu biết quân giặc đã qua, thuyền vận tải tất theo sau, nên thu thập tàn binh đợi chúng. Chẳng bao lâu thuyền vận tải quả nhiên đến, [Khánh Dư] đánh bại chúng, bắt được quân lương khí giới của giặc nhiều không kể xiết, tù binh cũng rất nhiều.
Số phận các đoàn thuyền lương khác cũng chẳng khá hơn. Theo Nguyên sử, đoàn thuyền lương của Phí Củng Thìn đến Huệ Châu thì gặp gió ngược, trôi dạt đến Quỳnh Châu. Đoàn thuyền lương của Từ Khánh thì trôi dạt đến Chiêm Thành, sau cũng đến Quỳnh Châu.
Thất bại của các đoàn thuyền lương góp phần lớn dẫn đến thất bại nhanh chóng của kế hoạch viễn chinh lần thứ ba của quân Nguyên Mông. Sách Đại Việt toàn thư chép: Cho nên, năm này, vết thương không thảm như năm trước, Khánh Dư có phần công lao trong đó.
Số phận Trương Văn Hổ sau này không rõ.